# Pietro Paolo Porro
Pietro Paolo Porro (in latino Petrus Paulus de Porris; Milano, seconda metà del XV secolo – Torino, XVI secolo) è stato un tipografo e incisore italiano.

## Biografia
I dati biografici di Pietro Paolo Porro, come peraltro del fratello Galeazzo, non sono del tutto noti. Nato  a Milano, nel primo decennio del XVI secolo fu attivo a Torino dove, con il fratello, fu zecchiere dei Savoia e tipografo. Nel 1512 stampò un Graduale romano, a cui seguì l'anno successivo un Antifonario. Attorno al 1515 Pietro Paolo fu chiamato a Genova dal vescovo di Nebbio Agostino Giustiniani il quale aveva concepito il progetto di un'edizione poliglotta della Bibbia. In realtà vide la luce soltanto il testo del Libro dei Salmi'', stampato a spese dello stesso Giustiniani nell'abitazione genovese di suo fratello Nicolò. Il testo biblico veniva presentato in otto colonne parallele: testo originale ebraico, la sua traduzione letterale in lingua latina ad opera dello stesso Giustiniani, la versione della Vulgata, il testo in lingua greca antica della Septuaginta, il testo arabo, il Targum (ossia il testo in aramaico), la traduzione latina di quest'ultimo e, infine, gli scolii di commento. A Porro si devono pertanto i primi caratteri tipografici arabi. Tornato a Torino, Pietro Paolo Porro fu attivo almeno fino al 1531, anno in cui fu stampato l'Antifonario romano commissionato dal Giolito. Dal 1524 fu associato con Giovanni Dossena di Pavia.